# 津田恭介
津田 恭介（つだ きょうすけ、1907年（明治40年）2月10日 - 1999年（平成9年）6月17日）は、日本の薬学者、有機化学者。台湾生まれ、埼玉県出身。海産天然物の医薬品を開発。またフグ毒のテトロドトキシンを抽出する分離精製法を開発し、化学構造を決定した。1980年文化功労者。1982年文化勲章受章。

## 経歴
旧制浦和高校、東京帝国大学医学部薬学科卒業。九州大学医学部教授、東京大学薬学部教授、東京大学応用微生物研究所所長、共立薬科大学学長、厚生省（現厚生労働省）薬事審議会会長などを歴任。フグ毒テトロドトキシンの抽出分離製法を開発し化学構造を解明、漢方薬成分マトリンの化学構造を解明、海藻類のコレステロールを発見した。日本画家三尾呉石は義父。義兄に医師井上一男。
1936年 東京大学 薬学博士 博士論文は「マトリンの構造研究補遺」。

## 学会活動
1929年、東京帝国大学医学部薬学科を卒業し、薬化学教室の無給副手となる。このころ経済界が奮わず製薬会社は就職難だったので、陸軍薬剤官となり、陸軍の研究所に勤務する同僚もいた。津田は近藤平三郎教授の指示によって、助手の落合英二の指導下で苦蔘塩基マトリンの構造研究を始めた。1930年、助教授の緒方章が新講座を担当するため教授に昇進したため、 後任の助教授には落合英二が、また津田は助手に昇格する。落合助教授が、ドイツ留学に出発したので、留学中の二年間はマトリンの精製方法を検討し、減圧蒸溜、結晶性塩類への誘導などを行って、マトリニジン類の構造の関連づけに成功した。
1932年9月、留学先でクールマン微量天秤、ミクロ分析器具一式、高度真空蒸溜用の水銀ポンプ等を購入して落合教授が帰国、これらの器具は以後の実験・研究に貢献した。津田は落合から炭素・水素・ハロゲン・硫黄の元素分析の手ほどきを受け、一方、石井徳太郎がガラス器具類の製作を引き受けた。
西欧と湿度などが異なるため、これらの実験器具を日本の環境で使用するため操作法などの改良を行い、その成果は、1937年に落合、津田共著「有機微量小量定量分析法」（南山堂書店）として公開された。水銀ポンプは高度真空蒸溜に役立ち、また後年、1940年頃に石井輝司がスイスから共通スリ合せのガラス器具を持ち帰り、その国産化を実現した。
1933年にマトリンは脱水素反応によってマトリニジン類と関連づけられ、またマトリニジン類もプロムシアン分解によって平面構造が判明した。津田はこの研究で1936年に学位を取得する。
1938年、近藤教授が停年退職し、後任教授として落合英二が発令され、津田は助教授に昇進した。
1937年頃、落合に対して南満州鉄道から大豆サポニンの研究の依頼があり、津田はその主成分の単離と構造を決定する研究を始める。アルミナクロマトグラフィを精製法として用い、サポゲノールを分離して、五環性のトリテルペンであることを確定した。
1939年落合教授の命で、伝染病研究所の長谷川秀治教授の研究室で実験化学療法を学ぶ。当時の伝研は東大付置研究所として、免疫血清ワクチンの製造を行っており、建物・設備が良く、研究費にも恵まれていた。長谷川教授は化学も勉強されたので、薬学のよき理解者であったから津田を快く引き受けた。
1941年の大戦が始まり、津田は東大薬学と伝研と兼任し、合成と動物実験とを連結してスルホンアミドの研究を行った。
1944年のサイパン島陥落以後、米軍爆撃機B-29の飛来で研究の続行は困難となり、1945年3月と5月の戦災では大学の周辺も焼け、東大薬学の屋上にも焼夷弾が落ちた。近藤名誉教授、落合教授の居宅も被災した。
1949年、津田はフグ毒の研究を開始した。この研究と既述した苦参塩基マトリンの研究は、津田の所属する薬化学教室が創設されて以来の宿題となっていた。
1881年（明治14年）に東大医学部薬学科を卒業した田原良純は、長井長義教授の下で苦参塩基マトリンの研究を始めた。間もなく国立衛生試験所に転出して、つぎにフグ中毒の化学的な研究を開始し、1907年（明治40年）、田原はアルカリ性醋酸鉛で毒成分を坦分離、硫化水素で脱鉛する操作の反復で毒成分を濃縮し、「テトロドトキシン」と命名した。この粗毒は飴状、茶褐色で、後年この粗毒の純度は1%以下であった。
津田の下に三共から河村が派遣され、二人で毒成分の分離を始めた。フグの卵巣を熱湯で抽出し、抽出液から濃縮する方法を使って、マウス1g当たり4～5ガムマ位の毒性のものを得た。この頃普及し始めていたペーパークロマトグラフィを用いると、毒成分は移動率が低く原点近くに滞留することが判明した。澱粉カラムクロマトグラフィで精製し、活性炭ー水のクロマトグラフィを経て、毒性分を結晶化させることに成功した。その毒力はマウス1g当たり0.01ガムマであった。改良を重ねた結果、卵巣を熱湯で抽出し、脱ホルマリン化後、直ちに活性炭クロマトグラフィで毒成分を吸着させ、メタノールで洗い出す操作によって、構造研究を開始するために充分な量を得る体制が出来上がった。研究を始めてから五年以上の歳月を要した。
1950年、九州大学医学部に薬学科が設置され、衛生化学教授として塚元久雄が赴任し、翌年5月、分析化学の百瀬勉と薬化学の津田両教授が就任した。薬化学教室の助教授として東大から岩井一成が同行した。かねてから課題としていたマトリンの合成研究を再開し、津田は1954年、ノルデヒドロ-α-マトリニジンの合成に成功した。　
1954年4月、有機化学および製薬技術研究視察のため欧米に出張する。南方経由で欧州に向い、60時間以上かかってコペンハーゲンに着く。ジュネーブに入りスイス連邦工科大学 (E.T.H.) に滞在、プレローグ、アリゴーニ教授らと交流し、新技術を学んで11月末アメリカ経由で帰国した。
1955年、坂口謹一郎教授の招きで東大応用微生物研究所に転任する。ただし、建物が未完成だったので一年間は農学部三号館に仮実験室を設営し、奥田重信助教授、助手として大木英二、池川信夫、大学院学生も入室する。
フグ卵巣の脂質分の不鹸化物からコレステリンと共にビスコレスタポリエンを分離したことが機運となって、津田はステロイドの研究を開始する。1955年頃研究は軌道に乗り、海藻ステロールの分離、特にコレステロールを紅藻類から抽出し、またエルゴステロールとスチグマステロールのC24の絶対配位を決定した。1956年、ステロイドの微生物転換に関する研究に取り組み、さらに1961年頃からモルフィン塩基の微生物による転換に移り、坦子菌のヒイロタケによる水酸化反応を見出した。
マトリンの研究を続行してノル-デヒドロ-α-マトリニジンの合成、オクタデヒドロマトリンの合成へと進み、1957年にマトリンの全合成が完成した。また苦蔘の副塩基の研究によってマトリンを除く残りのルピン塩基の絶対配位を決定、ついでマトリンの絶対配位を決めることができ、マトリンの研究は終止符を打つことになった。
フグ毒テトロドトキシンの研究は原料の補給が円滑になるに従って急速に解決に向かった。構造研究の突破口となったのは太刀川隆治によるアルカリ分解反応で、テトロドトキシンは5%アルカリ液で脱水反応をおこして黄色のキナゾリン化合物に移ることを発見した。この化合物はC-9の化合物であったからC-9ベース（塩基）と称した。この反応では同時に蓚酸を定量的に成生するので、両方を伴わせてテトロドトキシンの炭素C-11の全部を把えることに成功した。この反応は熱分解を全く伴わないので定量的に進行する芳香化反応である。C-9ベースは強いUV吸収を示すのでテトロドトキシンの確認と定量に使用することができた。
その後、フグの養殖による無毒化現象が東大の浜名湖水産実験所発見され、フグ毒の発生源の追跡が始まって、テトロドトキシンを作るビブリオ菌などの微生物が見つかったが、C-9ベース法に由るテトロドトキシンの確認と定量反応はこのとき有効に使用された。
その後テトロドトキシンを水中で加熱してテトロドン酸とアンヒドロテトロドトキシンを得、それらのX線解析によって1964年の初め、テトロドトキシンの構造決定に成功した。
1963年、津田は日本学術会議会員に選ばれ、1期3年を務める。1964年4月、第3回国際天然物化学会議の組織委員、実行委員として活動する。1964年、津田は日本薬学会会頭、1965年東大応用微生物研究所長、東大評議員となる。
フグ毒の研究は津田のほか、名古屋大・平田義正教授、ハーバード大・ウッドワード教授、スタンフォード大・モーシャー教授のグループが行っていて、1964年（昭和39年）4月に京都で開催された第二回国際天然物会議で同時に報告されたが、何れのグループの結論も同じであった。このことは当時国際的に有機化学界のトピックになった。また日本のグループに対し1964年（昭和39年）朝日賞が贈られた。賞牌には津田、平田義正、仁田勇、横尾晃教授の名前が記されている。
1966年5月、津田のマトリンを中心とする豆科塩基の化学的研究に対して、日本学士院賞が授与された。
1967年3月、津田は東京大学定年規定により退官し、4月、共立薬科大学学長に就任した。
1968年、国際誌の「テトラヘドロン」、同速報誌のアジア地区編集委員として、1976年まで10年間編集・審査に取り組む。
1976年11月、日本学士院会員となる。
1977年4月、春の叙勲で勲二等旭日重光章を受章。
1979年（昭和54年）1月、宮内庁から依頼されて、宮中の講書始の儀で御進講する。
1979年11月、スイス工科大学の招待によりスイスへ出張。
1980年11月、文化功労者として顕彰。
1982年11月、文化勲章を受章。

## 生いたち・小学校から大学生活まで

### 幼年、小・中学校の時代
津田は1907年2月に台湾・基隆庁基隆（キールン）保仙洞（セントウ）庄七十－一で生まれた。
父は宗助、母はフサといい、埼玉の忍藩（行田市）の士族だった父は、寺子屋教育の後、埼玉県庁に勤めていた。日清戦争で新しい領土になった台湾の統治が急務となり、台湾の出入口の基隆の築港工事が始まった時、県庁の上司とともに渡台した。明治三十年代の初めのことである。
物心ついた時、一人の兄は学校の関係で東京に居て、姉二人は台北の高等女学校の寄宿舎に居たから、基隆の家は津田一人だったので両親は可愛がった。母は1925年（大正14年）秋、津田の高校2年の時に53歳で浦和の自宅で死去。父は戦争の為め疎開していた福島で1946年（昭和21年）夏に81歳で死去している。
基隆港は台湾の北端で、内地への出入口になっていたが、築港工事は第一期工事がほぼ終り、市街と岸壁で囲まれた内港で、6000トン級の内台定期船が数隻着岸できた。　防波堤の外側の湾口、西岸一帯が仙洞という漁民の小部落で、そこに百世帯以上が住める立派な官舎があった。官舎の前面の海岸は珊瑚礁と砂濱の海、湾の入口に白い燈台があった。
津田は仙洞の官舎で小学校の四年終了までの十年間を暮した。基隆地方は台湾では有名な多雨地帯だから秋と冬は雨つづきだったが、春から夏は天気が良くて一日中、海で泳ぎと釣りで遊べた。貝拾いもした。後年、高校で水泳部に入り、泳ぎ好きとなったのは幼年時代の習性だ。
基隆の市街には内地人も多かったので基隆小学校というのがあったが、仙洞からは通学できないので、分校が官舎の傍に建っていた。教室が二部屋に小使室、校長室、便所と広い洗面所があり運動場も小さいが備っていた。二十人か三十人の生徒を三学年ずつ二人の先生が受け持ついわゆる辺地教育だった。
基隆築港工事の終了とともに1917年（大正6年）、父の転勤で台北に移転した。台北は内地の都市と比べると煉瓦づくりの町並み、舗装道路、街路樹など、遥かに近代的な作りであった。
津田の新居は内地人の住宅地として造られた台北駅の裏側、大正街といい、その地区の城北小学校の五年級に転入した。
生徒数が一学年200人、総数千人という学校で、煉瓦造りの校舎があり、本部と管理棟の高くて丸いドーム型の屋根と背の高い檳榔樹が特徴で、中々立派な校舎だった。城北小学校は後に樺山小学校と改名したが、後に東宝の役員をしていた菊田一夫が津田と同じ小学校だった。
当時台湾の人口は350万位、内地人は十六万だったが、台湾全島に総督府直轄の中学校は一校あるのみであった。台北中学は一学年200名、五年制だから全校生徒1000人である。大変立派な煉瓦づくり二階建ての校舎のほかに全島から生徒が入学するため立派な寄宿寮も完備していた。
津田は小学校の五年生から中学の四年生終了までの六年間を台北の町で暮らしたが、両親は中学三年の時に台中市に移り、それから一年後に埼玉に引き揚げたから、津田は台北生活最後の二年間は親戚に下宿した。
津田は両親が浦和に引き揚げたので、考えも無く浦和高校（旧制）を受験することに決めた。理科乙類（ドイツ語が第一外語）を選んだ。理甲も理乙も受験生の数はほぼ同様で、定員40名の八倍強であった。中学校の配慮で、四年終了受験生は、三学期の進級テストを免除され、二月、蓬莱丸という定期船で基隆港を出て四日目に、門司港で内地の山々を眺めた。雪の降った朝で、雪景色は津田にとっては生まれて初めてなので大変印象的だった。
津田は1923年（大正12年）3月、目出度く父母のいる浦高理科乙類に合格した。四年終了で高校に入ったのは三人位だったようだ。

### 旧制高校、大学時代
浦高入学の1923年（大正12年）9月1日に関東大震災が起った。木造二階建ての一階が理乙一年の教室で、午前の授業が終わった時だった。津田の席は窓際なので、窓から校庭に飛び降りて赤松の幹に抱きついた。立って歩けない位の揺れで、校舎の屋根瓦が少し落ちた。その頃の浦和の町は市制を施く前で、人口四万位の小さい町だった。鉄筋コンクリートのビルなど殆んど無いから高台の学校から町の様子がよく分かった。土煙が立ち込めていて屋根瓦が落ちたのは大分あったが倒れる家などは無く、津田の家も異状は無かった。
高校三年の生活は、管理の厳しかった台北中学時代から較べると、定期試験を除けば、甚だのんびりと過ごすことができ、拘束の無い学校生活だった。
高校の水泳部に所属していたが、部長の柳谷勉治先生は東大理学部出身の化学の先生で、大学進学について相談したところ薬学が良いだろう、というので有機化学の受験勉強を始めた。
二倍位の志願者があったが、浦高から四人合格した。津田の一年先輩の島野が前の年に入学しているが、津田の後も後続が続々入学したので「鹿ノ子会」という同窓会に五十人以上が集まって盛会だった。
津田は1926年（大正15年）から1929年（昭和4年）まで、浦和から汽車で上野まで、それから上野公園を横切って東大医学部の龍岡門へと登校した。

### 大学の学生時代
東京大学医学部製薬学科に津田が入学した頃、定員増で20名から35名になった。
1907年（明治40年）にできたという延500坪の赤煉瓦木骨の二階建てが東西に横たわり、その東西両端の二階にそれぞれ階段教室があった。この東西両端に接続してコの字型に延600坪位のコンクリートの二階建ての新館が津田の入学直前に増築されていたが、実習用大実験室や新設講座の諸施設は皆、この新館内に設けられていた。新旧併せて延1100坪だったが、その後東館を残して残りの建物は全部五階建ての新建築に建て替えられた。
津田は入学時の既設の講座は衛生化学（服部健三教授）、薬化学（近藤平三郎教授）、生薬学（朝比奈泰彦教授）、薬品製造学（慶松勝左衛門教授）の四つで、入学後に新たに臓器化学（緒方章助教授）と分析化学（高木誠司講師）の二講座が開講された。当時の一、二年次は午前講義、午後実習、三年次に卒論実験のために前記六講座に配属された。
1958年、薬学科が医学部から独立して薬学部となり、東大薬学部の講座も漸増して、現在は十数講座を数える。しかも何千坪となった薬学部の建物には若者の情熱と機器類が溢れ、活気に充ちている。
津田は卒業して直ちに薬学の教育・研究生活に入り、成果を挙げて社会の薬学への要望に応えたのである。

## 論文
- 国立情報学研究所収録論文 国立情報学研究所